# Jack Brymer
John (Jack) Alexander Brymer  est un clarinettiste britannique, né le 27 janvier 1915 à South Shields et mort le 15 septembre 2003.

## Biographie
John (Jack) Alexander Brymer est né comme Mozart un 27 janvier ! Il joue de la clarinette dès l'âge de 4 ans. Son père avait laissé une vieille clarinette posée sur le manteau de la cheminée et Brymer s'y est mis tout seul. Jeune il a essayé beaucoup de types de musique - le jazz, la musique légère, les concerts d'orchestre de cuivres, la musique de cirques même. Il a déclaré plus tard : "il n'y en a pas eu une seule d'entre elles qui n'a pas eu de grande valeur pour moi, professionnellement".
À 11 ans, il intègre une musique militaire.
En 1947, il succède à Reginald Kell en tant que clarinettiste solo du Royal Philharmonic Orchestra. Il a été appelé à ce poste, qu'il occupe jusqu'en 1963, par  Sir Thomas Beecham, avec des encouragements de l'un de ses amis, le joueur de cor Dennis Brain.
Brymer, Gwydion Brooke (basson), Gerald Jackson (flûte) et Terence MacDonagh (hautbois) sont rapidement connus sous le nom de "La Famille royale" des vents, et ils ont été largement considérés comme une partie de la RPO faisant concurrence au Philharmonia de Walter Legge.
Quand il quitte le RPO, il rejoint l'Orchestre symphonique de la BBC (1963-1972).
Bien qu'il ait été séduit, à l'Orchestre de Symphonie de la B.B.C., par William Glock, quand Pierre Boulez est devenu le chef principal, Brymer n'a plus trouvé le son à son goût. Le côté confortable, chaleureux du son qu'il appréciait a été rejeté ; Boulez avait besoin d'un son d'avant-garde, plus dur, plus incisif.
Brymer rejoint alors l'Orchestre symphonique de Londres (1972-1985) qu'il quittera pour ses 70 ans.
Brymer fait un certain nombre d'enregistrements commerciaux, dont trois enregistrements du  concerto pour clarinette de Mozart.
Il a également réalisé  quelques enregistrements sur d'autres instruments, comme le saxophone. Il a joué de nombreuses pièces solo et concertos avec orchestre, dont les concertos de  Weber et Gerald Finzi (mais il n'a pas fait d'enregistrement commercial), et aussi la musique de chambre y compris les quintettes de Mozart et de  Brahms.
Il a également joué dans de nombreux ensembles, et enregistré de la musique avec Graham Fitkin et John Harle Band, et même dans le style des  Beatles Une journée dans la Vie . 
Une importante caractéristique de son style de jeu était l'utilisation du vibrato : il est considéré comme l'un des premiers musiciens à l'utiliser systématiquement. 
Brymer a enseigné la musique dans le monde entier et a été   professeur à la Royal Academy of Music, Guildhall School of Music and Drama et la Royal Military School of Music.
En 1960, il est promu officier de l'OBE.
Alan Paul et Guy Woolfenden ont écrit deux concertos pour lui, et Armstrong Gibbs lui a écrit un quintette de clarinette. 
Il a écrit plusieurs livres, dont De l'endroit où je suis assis(1979), et Dans l'orchestre, (1987).
Il est également bien connu depuis longtemps comme présentateur de programmes de radio.
Il a également été président d'honneur du CAAS (Association de la clarinette et du saxophone de Grande-Bretagne). 

## Écrits
- Jack Brymer; 'Clarinette',  Yehudi Menuhin Guides Music (Macdonald et Jane's Publishers Limited).
- Jack Brymer; 'Clarinette', Collection  Yehudi Menuhin (Hatier).